# فیزیوم
فیزیوم (به انگلیسی: Physiome)توصیف رفتار فیزیولوژیکی عمومی یک فرد یا گونه است. فیزیوم دینامیک فیزیولوژیکی ارگانیسم سالم را توصیف می‌کند و بر اساس اطلاعات و ساختار (ژنوم، پروتئوم و مورفوم) ساخته شده‌است. این اصطلاح از "physio-" (طبیعت) و "-ome" (به عنوان یک کل) آمده‌است.
مفهوم پروژه فیزیوم توسط کمیسیون مهندسی زیستی در فیزیولوژی در سال ۱۹۹۳ به اتحادیه بین‌المللی علوم فیزیولوژی (IUPS) ارائه شد. کارگاه آموزشی در مورد طراحی پروژه فیزیوم در سال ۱۹۹۷ برگزار شد. در کنگره جهانی آن در سال ۲۰۰۱، IUPS تعیین شد. این پروژه به عنوان یک تمرکز اصلی برای دهه آینده است
. این پروژه توسط کمیسیون Physiome IUPS هدایت می‌شود.

## مآخذ
1. ↑  Hunter, Peter J.; Thomas K. Borg (March 2003). "Integration from proteins to organs: the Physiome Project". Nature Reviews. Molecular Cell Biology. 4 (3): 237–243. doi:10.1038/nrm1054. PMID 12612642. S2CID 25185270.
2. ↑  "Welcome to the NSR Physiome Project". NSR Physiome Project. 28 October 2008. Retrieved 13 December 2008.